# Turdinule striée
Kenopia striata
Genre
Espèce
Statut de conservation UICN

 NT  : Quasi menacé
La Turdinule striée (Kenopia striata) est une espèce de passereaux de la famille des Pellorneidae. C'est la seule espèce du genre Kenopia. Elle a auparavant été placée dans la famille des Sylviidae puis dans celle des Timaliidae.

## Illustrations
- Photos

## Répartition
On la trouve au Brunei, Indonésie, Malaisie, Singapour et Thaïlande.

## Habitat
Elle habite les forêts humides tropicales et subtropicales et les zones de marais.
Elle est menacée par la perte de son habitat.